# Winsili
Winsili (russisch Винзили) ist eine Siedlung in Russland und Vorort der Stadt Tjumen mit 12.320 Einwohnern (Stand 14. Oktober 2010).
Der Ort liegt rund 30 Kilometer südöstlich von Tjumen am Fluss Pyschma unweit seiner Mündung in die Tura. Von 1948 bis 2009 besaß es den Status einer Siedlung städtischen Typs.
Winsili ist wegen der umgebenden Natur als Naherholungsgebiet beliebt, unter anderem wegen der Wälder mit vielen Pilzen und Beeren entlang dem Fluss Pyschma, in dem man auch baden kann. Daher gibt es im Ort viele Erholungsgrundstücke (russisch Datscha genannt). Viele Leute besitzen dort Gemüse- und Obstgärten sowie russische Saunen (Banjas). In Winsili gibt es außerdem ein Industriegebiet, in dem Baumaterialien wie Ziegelsteine und Glaserzeugnisse produziert werden. Winsili ist Haltepunkt der Transsibirischen Eisenbahn.
Bevölkerungsentwicklung
| Jahr | Einwohner |
| ---- | --------- |
| 1959 | 3.214     |
| 1970 | 5.803     |
| 1979 | 8.376     |
| 1989 | 11.571    |
| 2002 | 11.291    |
| 2010 | 12.320    |

Anmerkung: Volkszählungsdaten